# 발레리 혼차로우
발레리 볼로디미로비치 혼차로우(우크라이나어: Вале́рій Володи́мирович Гончаро́в, 1977년 9월 19일~)는 우크라이나의 체조 선수이다. 2000년 하계 올림픽 단체전에서 은메달을 획득했고 2004년 하계 올림픽에서 남자 평행봉 금메달을 획득했다.

## 수훈
- 우크라이나 공로장 2급(2004년 9월 18일)
- 우크라이나 공로장 3급(2000년 10월 6일)